# Kosovos damlandslag i volleyboll
Kosovos damlandslag i volleyboll representerar Kosovo i volleyboll på damsidan. Laget deltog i European Silver League 2018.

### Fotnoter
1. ↑  ”2018 CEV Volleyball European Silver League - Women” (på engelska). Confédération Européenne de Volleyball. https://www-old.cev.eu/Competition-Area/competition.aspx?ID=1092&PID=-2. Läst 9 maj 2022.